# 조수미
조수미(曺秀美, 1962년 11월 22일 ~ )는 대한민국의 리릭 콜로라투라 소프라노 성악가이다.
초등학교 때 성악을 시작하여 선화예술중학교·선화예술고등학교를 거쳐 서울대학교 성악과 학과 개설 사상 최고 실기 점수로 수석 입학했다. 1983년 이탈리아로 유학을 떠나 로마 산타 체칠리아 음악원에 입학해 5년제 학교를 2년만에 초고속으로 졸업했다. 1985년 나폴리 콩쿠르에서 우승을 차지하였으며, 1986년 트리에스테의 베르디 극장에서 《리골레토》의 '질다' 역으로 첫 주연 데뷔했다. 1988년 베르디 오페라 《가면무도회》에서 오스카 역으로 플라시도 도밍고 등과 함께 녹음에 함께 참여하여 세계적인 명성을 쌓을 수 있는 전기를 마련하였으며 이 오디션에서 명 지휘자 카라얀은 조수미에 대해 "신이 내린 목소리"라며 극찬했다. 또한 주빈 메타로부터 "100년에 한두 사람 나올까 말까 한 목소리의 주인공이다"라는 극찬을 받았다. 세계 5대 오페라 극장을 섭렵하면서 게오르그 솔티, 주빈 메타, 알프레드 크라우스, 로린 마젤 등의 명 지휘자와 함께 마술피리 등 여러 오페라에 출연했다. 1993년 게오르그 솔티와 녹음한 리하르트 슈트라우스의 《그림자 없는 여인》은 그래미상 클래식 오페라 부문 최고 음반에 선정됐다.
1993년 이탈리아 최고 소프라노에게만 준다는 황금기러기상을 수상했고, 2008년에는 이탈리아인이 아닌 사람으로서는 처음으로 국제 푸치니상을 수상했다. 2011년 기준으로 25년차 성악가로 1년에 300일 이상 세계 각지에 공연을 다니고 있다.
2019년5월6일에는 이탈리아 정부로부터 기사급 친선 훈장인 '오르디네 델라 스텔라 디 이탈리아'를 받으며 세계적인 성악가로서 한국과 이탈리아 간 예술적 교류에 이바지 한 공을 크게 인정받았다.
2021년 국제무대 데뷔 35주년을 맞은 조수미는 한국인으로는 최초로 '아시아 명예의 전당'에 선정되었다.

## 생애

### 어린 시절
경상남도 창원군 동면에서 태어나 서울특별시에서 자란 조수미는 어렸을적 글을 배우기 전에 피아노부터 쳤을 정도로 음악 신동이었다. 그녀의 부모는 조수미에게 4살 때부터 피아노를 시켰다. 부모는 조수미가 똑똑하다고 생각했지만 어느 할머니는 조수미를 보며 "저렇게 아이가 영악하면 단명한다"고 말했다고 한다. 이에 부모는 "어떻게 하면 오래 살 수 있는지" 물었더니 "뭐든지 두드리라. 두드리면 나쁜 기운이 빠져나갈 것이다"라는 답변이 돌아왔다고 한다. 그래서 피아노를 두드리면 되겠다고 생각한 부모는 셋방살이를 하면서도 어렵게 돈을 마련하여 고가였던 피아노를 구입했다. 4살부터 어머니와 함께 피아노를 치기 시작한 조수미는 이유도 모르고 어머니가 시키는대로 쉬지도 않고 하루에 8시간씩 피아노 연습을 했다. 긴 연습이 지겨웠던 조수미는 어머니가 밖에 나가는 소리를 듣고 문을 열려고 하면 밖에서 문이 잠겨있을 정도였다. 놀고싶었지만 놀지 못해 불만이 쌓인 8살의 조수미는 두 명의 남동생에게 "집을 나가겠다"고 말하고 가출했다가 돈도 없고 갈데도 없어 6시간만에 돌아왔다. 어머니는 조수미에게 "너는 나처럼 한 사람의 아내로 사는 것보단 만인에게 사랑받는 성악가가 되어라"고 가르쳤다. 어머니의 어렸을적 꿈이 성악가였기 때문이다. 어머니는 조수미가 뱃속에 있을 때부터 24시간 마리아 칼라스 음악을 틀어놓았을 정도였다

### 학창 시절
조수미는 금성국민학교에 입학해 초등학교 4학년 때 KBS에서 주최한 전국 어린이 노래자랑에 나가게 된다. 주(週)대회에서 우승을 하고 승승장구 연말결선까지 진출했으나 6학년 여학생에게 밀려 준우승에 그쳤으나, 거기서 인생을 변화시킨 한 스승을 만나게 되는데 바로 선화예중의 교사였던 유병무였다. 중학교 진학을 앞두고 조수미와 어머니는 전공을 성악이냐 피아노냐를 두고 고민 끝에 피아노로 결정했다. 성악은 변성기를 거쳐야 하고 변성기 후에도 목소리가 아름다울지 자신이 없었기 때문이었다. 그러나, 혹 도움이 될까싶어 찾아뵌 유병무가 조수미의 목소리는 굉장히 독특하고 만 명에 하나 있을까 말까한 목소리라고 성악을 적극적으로 권하여, 성악으로 결정하였다. 성악을 강력하게 권유하고, 이후 변성기에도 목소리를 잘 관리해준 선생님의 지도 덕으로 오늘의 내가 있게 되었다고 조수미는 회고하고 있다.
조수미는 중·고등학교 때까지는 비지스를 즐겨 듣는 등 팝이나 알앤비를 좋아했다. 그러던중 여고시절 당시 한국의 가장 유명한 소프라노이자 교수인 서울대 이경숙 선생님께 레슨을 받게 되었고, 첫 만남에서 조수미의 노래를 들은 이경숙 선생님은 조수미를 끌어안고 이렇게 말했다고 한다 "너는 틀림없이 세계적인 성악가가 될거야" 1주일에 한 번씩 레슨을 받으며 조수미는 자신의 음을 발견하고 가사의 이해와 전달의 중요성을 배웠다고 한다. 이후 서울대학교 음대 입학시험에서 역사상 최고의 점수를 받고 입학했다.
그러나 곧 나이트클럽 등을 다니면서 남자친구와 보내는 시간이 많아져 성적이 급격히 떨어졌다. 고등학교 때까지는 열심히 공부했으나 대학에 들어가자 재미있는 것들이 많아 다른 길로 빠졌다. 당시 조수미에겐 사랑이 중요한 문제였다. K군이라고 부르는 사람은 대학시절에 처음 만났는데 처음 보자마자 사랑에 빠지고 말았다. 조수미는 먼저 다가가 사귀어 보고 싶다고 하자 여자친구가 있다는 답변이 들어왔고 조수미는 이에 굴하지 않고 구애를 해 사귀는 데 성공했다. 조수미는 학업을 전부 제쳐두고 남자친구를 만나는 데 온 시간을 쏟았고 어머니는 이런 조수미를 크게 걱정했다. 결국 학교에서 낙제점수를 받고 쫓겨났다. 부모는 조수미를 불러놓고 "여기서 끝내기엔 아깝지 않느냐"며 앞으로 뭘 하고 싶냐고 묻자 조수미는 "K군과 결혼하고 싶다"고 대답했다. 이에 충격받은 부모는 일방적으로 조수미의 유학을 결정해 버렸다.
떠밀려서 갔으나 유학간 이후로 남자친구에게 연락이 오지 않았다. 오랜만에 연결된 전화에서 K군은 "이제 연락하지 말라"며 이별을 통보했다. 유럽에 있을 이유가 사라졌다고 생각한 조수미는 바로 귀국하려고 했으나, 어머니가 "노래는 어떻게 할거냐"며 극구 말렸다. 조수미는 독하게 마음먹고 앞으로 연애를 절대 하지 않겠다고 다짐했다. 그리고 5년동안 한국에 들어오지 않고 공부에 전념했다. 조수미는 가족들과 헤어져 이런 곳에서 공부해야 하는지 심각하게 생각해보는 계기가 되었다고 했다. 아직도 K군을 잊지 않고 있으며 그 시간을 소중하게 간직하고 있다고 말했다. 그 이후로 K군을 만난 적은 없으나, 자신의 공연때 와서 보다가 간 것은 본 적이 있다고 말했다.

### 유학 생활
유학 생활은 처음부터 쉽지 않았다. 유학을 결정하고 비행기표를 사야되는데 돈이 없어서 비행기표를 사지 못해 유학이 취소될 위기였으나 유학 3일 전 갑자기 돈이 들어올 일이 생기면서 가까스로 비행기표를 구해 어머니가 준 단돈 300달러를 들고 유학길에 올랐다. 유학을 가서도 밥을 먹지 못해 초대받은 곳에서 음식을 먹다가 싸갖고 가서 다음날 아침을 해결하기도 했다. 그러나 어느날 빈혈이 와서 길바닥에 쓰러져 병원에 갔는데 의사가 "빈혈 증세가 심각하다"며 노래보다 건강을 챙기는게 중요하다는 조언을 듣기도 했다.
조수미가 산타 체칠리아 국립음악원 입학 실기 시험을 보러갔었을 당시, 연주자가 오지 않았다. 교수가 반주를 할 수 있는 학생을 찾았고 조수미가 손을 들었다. 교수들은 조수미가 잘 칠 수 있을지 의심하였으나 전부 한국에서 배웠던 곡임을 확인한 조수미는 어렵지 않게 60명 학생의 곡을 전부 연주했다. 마지막에 자신의 차례에 노래를 반주에 맞추어 부르자 교수들은 실력에 감탄하였고, 역대 최고점수를 받으며 수석 입학하였다.
유학시절에 조수미가 가장 고생한 것은 집문제였다. 마당넓은 집에서 혼자 사는게 소원이었다. 노래소리를 이해해주는 집주인도 관건이겠거니와, 이웃들이 성악 유학생의 계속되는 노래연습에 불만을 제기하여 정작 어렵게 집을 구하고도 또 피아노까지 끌고 1년에 몇 차례는 이사를 다니는 일이 반복되었다고 한다. 소리를 질러 목소리를 키워야 할 성악가가 소리를 죽여가며 노래를 부르고, 이사한지 몇 달도 안 돼 짐을 꾸리며 노래할 공간 하나 없는 신세가 서러워 울기도 했다.
집문제 다음으로 고생한게 교통이었는데, 학교까지 버스로 1시간쯤은 걸리는데, 이탈리아의 들쭉날쭉한 버스시간과 시도 때도 없이 막히는 교통에 한 번 나갔다오면 파김치가 되어 30분은 드러누워 있어야 정신이 들곤 했다. 중고차 한 대 갖고 싶은 맘이 굴뚝이었지만 차마 집에 차 사달라는 얘기를 하지 못하다가, 스페인에서 열린 비냐스 국제 콩쿠르에서 우승하고 그 상금으로 가장 먼저 차부터 구입하였다.
유학생활을 할때까지 조수미는 평생 성악가로 살아갈 확신은 없었다. 하지만 자신이 재능이 있다는 건 알고있었다. 다른 학생들은 3시간씩 연습해서 발표를 했지만 조수미는 레슨 직전에 5분만 봐도 악보가 외워질 정도였고 그렇게 해도 교수들의 칭찬은 끊이지 않았다. 어느 날 평소대로 5분간 악보를 보고 레슨을 들어갔는데 교수가 갑자기 소리를 지르며 악보를 찢더니 "내가 끝까지 모를줄 알았느냐, 5분전에 악보를 보고 들어온것 다 안다"며 크게 화를냈다. 이어 "너 자신이 떳떳하지 못한 데 그런 모습으로 어떻게 관중을 만날 수 있나"고 꾸짖었다. 조수미는 눈물을 흘리며 "이게 아니구나"라며 반성했다고 한다. 이전까지는 부모의 강요에 의해 음악을 했으나 서서히 가슴으로 음악을 느끼게 되면서 공부도 열심히 하게 됐다. 그리하여 보렐리·발렌티니·베르곤치 교수에게 사사하여 2년만에 조기 졸업을 하게 됐다.

### 음악 활동
2002년 유네스코에서 세계의 평화 음악인으로 지정되어 세계 평화 및 문화유산 보존을 위해 활동하고 있다. 오페라 무대에는 1986년 Italy 베르디극장에서 《리골레토》의 여주인공 Gilda로 데뷔했으며 그 후, La Scala Opera House(이탈리아), Metropolitan Opera House(뉴욕, 미국), Covent Garden Opera House(런던, 영국), Vienna National Opera House(비엔나, 오스트리아), 바스티유(프랑스), 잘츠부르크 Summer Music Festival(잘츠부르크, 오스트리아) 등 세계적인 오페라 무대에서 활동했다. 또한 뉴욕의 모차르트 페스티벌·카네기홀·시드니 오페라 하우스·시카고 리릭 오페라·LA 오페라·디트로이트 오페라·미시간 오페라(미국), 퀘백·토론토(캐나다), 로마·베네치아·볼로냐·피렌체(이탈리아), 엑상 플로방스(프랑스), 바르셀로나·세비야·빌바오(스페인), 베를린 오페라(독일), 런던(영국), 부에노스아이레스(아르헨티나) 등 세계 유수의 오페라 무대에서 활약 중이다.
조수미의 첫 앨범은 아델레 백작부인역을 맡은 《오리백작》(로시니)으로, 1989년에 필립스에서 출반되었다. 그 후 두번째로 카라얀의 마지막 녹음이 된 《가면무도회》(베르디)가 오스카역을 맡아 도이치 그라모폰에서, 피오릴라역을 맡은 《이탈리아의 터키인》(로시니)이 1992년 필립스에서 출반되었다. 그리고, 모짜르트의 《마술피리》는 3년동안 3개가 녹음되어 나왔는데 이는 세계적으로 유례가 없는 일이다.이는 조수미가 이미 에라토사와 마술피리 녹음계약을 한 상태에서, 데카와 계약중이던 게오르그 솔티가 조수미에게 오디션을 요청하고 오디션 후 솔티가 적극적으로 에라토를 설득하여 조수미를 자신의 녹음에 참여시켜 가능하게 된 일이다.(보통 한 회사와 오페라 전곡을 녹음한 가수는 3-5년간 타사의 같은 오페라를 녹음할 수 없는게 계약의 조건이다) 솔티는 "75세인 자신의 마지막 마술피리가 될지도 모르는 녹음에 내가 그토록 원했던 목소리의 밤의 여왕과 함께 하고 싶다"는 편지를 에라토사에 보내, 결국 완강하던 에라토사의 허락을 맡아내었다. 그리하여 데카와 에라토 레이블로 1991,92,93년에 각각 게오르그 솔티,Armin Jordan,Arnold Ostman의 지휘로 3개의 마술피리 음반이 나오게 된다. 게오르그 솔티는 조수미에게 "내가 만난 최고의 밤의 여왕”이라는 찬사를 보내기도 했다.
조수미의 첫 독창앨범은 《Carnaval(카르나발)》로 '조안 서덜랜드'의 남편이자 세계적 지휘자인 '리처드 보닝'의 지휘로 1994년 데카레이블로 나왔는데, 보닝이 선곡한 프랑스 오페라의 잘 알려지지 않은 고음의 프랑스 아리아 13곡인데, 워낙 고난이도의 기교로 인해 많은 사람들이 레코딩 과정에서 인공적(기계적) 조작이 있었을 것이라 오해하였다고 한다. 이후 활발한 녹음활동으로 국제무대 데뷔 20년차인 2006년 기준 솔로앨범 10개를 포함 48개의 앨범을 출반하였다. 조수미는 또 《불인별곡(不忍別曲)》 - 드라마 허준, 《나 가거든》 - 드라마 명성왕후, 《사랑의 기억》 - 드라마 주몽 등과, 로만 폴린스키 감독의 영화 《The Ninth Gate》(1999)의 OST, 미국드라마 OST에 참여하는등 다양한 영역에서 녹음활동을 하였다. 2002년 한일 월드컵 공식 응원가 조수미의 "Champions"는 국민들에게 많은 사랑을 받았다.
조수미의 아버지는 한명밖에 없는 딸에 대한 사랑이 지극했다. 집안이 힘들었던 시절 당뇨병으로 고생하면서도 힘든 내색을 하지 않았다. 2006년 파리에서 중요한 독창회가 있던 날 갑자기 아버지가 돌아가셨다는 소식을 듣고는 짐을 싸서 바로 귀국하려 했으나 어머니가 "많은 사람들과의 약속을 지키는게 너의 본분이고 노래를 해서 그 음악회를 아버지께 바치는게 너의 본분이다"라고 말했다. 그래서 어렵게 파리 공연을 마치고 나니 눈물이 흘러내렸고 앵콜곡으로 <나의 사랑하는 아버지(Oh Mio Babbino Caro)>와 한국가곡 <그리운 금강산>을 부른 후, 관객들의 박수가 그치지 않자 "고국에서 아버지 장례식이 열리고 있다. 하늘에 계신 아버지께 노래를 바친다"며 슈베르트의 <아베마리아>를 슬픔을 삼키며 마지막 곡으로 불렀다. 노래를 마친 조수미는 눈물을 보이고, 파리 샤틀레극장을 메운 청중들은 모두 기립박수를 보냈고 그들중에는 눈물을 흘리는 관객들도 적지 않았다.
사람들이 조수미를 보며 "어떻게 하는지 보자"는 눈빛으로 생소하게 보았다. 오페라 배역에서도 동양인이라는 이유로 불이익이 있었다. 금발머리의 유럽형 외모가 필요한데 조수미가 적합하지 않다고 생각하는 사람들에 의해 캐스팅이 제외된 경우가 있었다. 1986년 공연을 하면서 느낀것은 한국이라는 나라가 어디있는지 모르는 사람들이 대부분이었다는 것이다. 공항에서 여권을 제시하면 한국을 몰라 이것을 설명하느라 비행기가 제때 못뜨는 경우가 있을 정도였다. 이에 조수미는 "한국이 빨리 커야되겠다. 한국에 좋은 일이 있도록 나도 뭔가 해야겠다"는 생각을 가졌다고 한다. 그래서 조수미는 한국에서 국제적인 행사가 있으면 다른 스케줄을 뒤로하고 우선적으로 오길 원했으며, 이를 이해하지 못한 외국인 매니저와 싸우는 일도 잦았다. 조수미는 "자기 나라의 색깔을 풍기는 사람이 진정한 예술가라 생각한다"고 말했다.
조수미는 평범한 성악가로 남기보다는 스스로를 '엔터테이너'(노래뿐 아니라 아니라 의상, 세팅 등 아티스트가 가진 모든 것을 보여주는,늘 새로운 음악으로 음악적 재능을 마음껏 펼치는 만능음악인)이고 싶다고 한다. "정통 성악에서 벗어난 '외도'에 대해 보수적인 분들은 이런저런 말씀을 하시지만 20년간 정말 자신감을 갖고 했지, 남들이 어떻게 생각할까, 결과는 어떨까에 대해 생각해 본 적은 없다"고 하며, 한국인에게 가장 사랑받는 아티스트로 남는 것이 가장 큰 바램이라고 한다. 실제 그녀는 2006년 국내 성악가 최초로 시도 되는 바로크음반 《Journey To Baroque》를 출반하고, 2010년엔 독일가곡 앨범 《Ich Liebe Dich》를 출반, 그리고 스웨덴 민요 《Bred Dina Vida Vingar》'(2008), 스페인의 민요 《Hijo De La Luna(달의 아들)》(2011)를 출반하는등 다양한 음악적 스펙트럼을 보유하고 있다.
조수미는 국내 클래식 연주자들 중 단연 독보적인 앨범 판매 기록을 가지고 있다. 우리나라에서 누적 앨범 판매량 100만장 이상 클래식 아티스트는 조수미와, 팝페라테너 임형주 단 2사람 뿐이다. 조수미는 2000년 발매한 첫 크로스오버 앨범 《Only Love》가 100만장 판매를 돌파한 클래식 사상 전무후무한 기록을 가지고 있다. 또, 94년 발매한 한국가곡집 '새야새야'가 40만장이상 판매되는등 수많은 앨범을 메가히트시킨 연주자이다.
조수미는 오페라에서 배역을 맡기보다는, 독창회나 콘서트와 같이 관중과 일대일로 만나면서 무대에 서는 것을 좋아한다고 한다. 데뷔 25년 차가 지난 근래에 이르러서는 오페라의 출연보다는, 음반작업과 더불어 주로 독창회나 콘서트를 통한 전세계 연주여행을 다니고 있다.

## 평가
리하르트 슈트라우스가 1912년에 작곡한 <낙소소의 아리아드네> '체르비네타의 노래'는 최고음으로 20분이 넘도록 쉬지 않고 불러야 하는 고난도 곡이어서 슈트라우스는 이 곡을 부르는 것이 불가능하다고 생각하여 악보의 일부를 수정했었다. 그러나 1994년 조수미는 세계 최초로 수정되지 않은 원본으로 부르는 기록을 남겼다. 프랑스 리옹에서 일본계 미국지휘자 켄트 나가노와 녹음하여 출반 했는데, 조수미는 이 녹음이 젖먹던 힘까지 다 써버릴 정도로 가장 힘든 녹음이었다고 저서에서 적고 있다.
또한 조수미는 동양인 최초로 국제 콩쿠르 6개를 석권했고, 세계 5대 오페라 극장에서 주연으로 공연한 동양인 최초의 프리마돈나로 이 기록은 아직도 깨지지 않고 있다. 1993년에는 동양인 최초로 이탈리아 황금 기러기상(격년제)을 수상했다.
20세기 최고의 지휘자 헤르베르트 폰 카라얀은 "그녀의 목소리는 신이 주신 최고의 선물이다"라고 말했다. 카라얀은 또한 "한국에서 배웠다니 놀랍다. 한국에도 그렇게 뛰어난 선생들이 있단 말인가? 한국은 대단한 나라이다"라고 감탄했다. 뉴욕 메트로 폴리탄 극장 오페라 뉴스는 "그녀의 노래는 이미 비평을 넘어섰다"고 극찬했다. 프랑스 르 몽드지는 "요정도 그녀의 노래에 귀를 기울인다"고 평가했다.
2008년엔 르네 플레밍, 안젤라 게오르기우와 함께 세계3대 소프라노로 선정되어 베이징 올림픽 행사에 참여했다.

## 기타
조수미는 아이들은 아이들답게 많이 놀고 독서하고 자연과 함께 지내면서 아름답고 순수하게 자라야 한다고 생각한다. 어렸을 적 놀지 못했던 조수미는 아직도 곰인형 같은 장난감을 좋아한다. 어렸을 때 성격이 형성되는데, 자연스럽고 깨끗하게 커야 한다는 것이다. 예술이란 것은 아름다운 혼이나 생각이 음악을 통해 나타나 사람들의 귀만 즐거운 것이 아니라 가슴으로 오는 것이라고 생각한다.
조수미는 목젖이 없다. 조수미가 목이 아프면 찾아가는 의사가 있는데 이 의사가 어느날 "조수미가 노래를 잘하는 이유를 알겠다. 목젖이 없기 때문에 그런 것 같다"고 말했다고 한다. 조수미는 평소에 외모에 별로 신경쓰지 않으며 화장기 없이 편하게 다닌다. 그래서 옆집사람이 조수미인줄도 모르고 연습하는 소리를 듣고 음반소리가 크다고 항의하는 경우도 있었다고 한다. 조수미는 수많은 공연을 해왔음에도 불구하고 항상 떨린다고 말한다. 조수미는 이러한 긴장을 풀기 위해 빨래를 한다고 말했다. 빨래를 하면서 노래에 대한 생각을 한다. 조수미는 음악인으로써, 한국인으로써 많은 사람들과 사랑을 나누고 싶으며 그런 기회가 감사하다고 말했다. 또한 "예술가로써 깨끗한 사람이 되고싶다"고 말했다. 조수미는 "선하지 않고 지저분한 사람의 노래는 아무리 잘해도 감동이 오지 않는다"라고 말했다. 세상을 순수하게 살고 싶고 그런 마음이 노래에 나타날 것이라 생각한다"고 말했다. 조수미는 한국의 노래를 앙코르로 부르는 경우가 많다. 조수미는 "예술가는 결국 영감의 원천을 준 고국의 폼으로 돌아가기 마련이다"라고 생각한다. 성악가로 성공한 조수미는 그러나 "다시 태어난다면 그냥 사랑하고 사랑하는 사람과 결혼해서 아이를 낳고 오순도순 여자로서 완벽한 행복을 맛보고 싶다"라고 말했다.
조수미는 숫자 개념이 없는게 고민이라고 말한다. 한때는 호텔에서 묵는데 커피 두잔을 시킨것이 호텔측의 착오로 2,222잔을 시킨것으로 계산이 되어 고액의 이용료를 지불할뻔했으나 매니저가 알아차리고 항의한 적도 있었다.
조수미의 개명 전 이름은 ‘조수경’(曺秀敬)이다. 영어 표기와 외국인의 보편적인 발음상 "경"은 발음이 조금 어려웠기 때문에 이름을 조수경에서 조수미로 바꾸게 되었다.
1997년 한국의 외환위기 발생 직후 당시 주불 한국대사는 프랑스 대기업 총수들을 한 자리에 모으려 했지만 쉽지가 않자 로마의 조수미에게 협조를 요청했는데,평소 시간이 없다는 이유로 초대를 거절하던 대기업 회장들이 조수미의 독창회가 곁들어진 저녁 식사엔 부부동반으로 참석했다고 하는 일화가 있고, 또 그녀의 열렬한 팬인 영국 에드워드왕자 부부의 포르투갈 공식방문에 특별 초청되어 포르투갈 대통령과 주요각료, 영국 왕실 가족등이 참석한 독창회에서 양국 민요와 한국가곡을 부른 적도 있을 정도로, 유럽내 조수미의 인기가 대단했다. 포르투갈에서는 그녀의 앨범 'Only Love'가 히트하며 2000년 포르투갈 최고 인기 아티스트로 선정된 바 있다.
조수미는 로마에 거주중이며, 유튜브 인터뷰 영상을 보면 이탈리아어, 프랑스어, 영어를 유창하게 구사하며, 유럽에서 통용될 수 있는 언어는 대부분 소통이 가능하다고 하며, 러시아어까지 구사 가능하다고 한다.
데뷔 직후 남아프리카 공화국 12개 도시 순회공연과 파리 콘서트를 앞두고, 서울을 한겨울에 찾았다가 얻은 지독한 감기로 조수미는 남아프리카 공연 2회째에 일정을 취소하고, 이후 독감에 기관지염에 사랑니통에 식중독 등이 겹치며 소리가 나오지 않아 몇 개월 정도를 노래를 하지 못했다고 한다.그 때 조수미는 목소리를 낼 수 없다는게 그토록 끔찍한 일인지 몰랐고, 여기가 내 인생의 끝이구나 하는 생각까지 들었다고 한다. 이후 조수미는 "한 달동 안 노래하지 못하는 것과 일 년 내내 노래만 하는 것 중에서 하나를 고르라면 단연코 일 년 내내 노래하는 쪽을 선택할 것이다"라고 말할 정도로 조수미는 노래부르는 것이 즐겁다고 한다.
유튜브에도 있는 조수미가 카라얀 앞에서 노래를 하는 유명한 영상 은 '짤즈부르크의 카라얀'이란 제목으로 카라얀 사망 이후 출반된 비디오이다. 1987년에 다큐멘터리로 촬영되었으며, HVS와 LaserDisc에서 편집하였다. 영상에서 조수미와 듀엣을 부르는 여자는 이탈리아의 세계적인 메조 소프라노 'Cecilia Bartoli'이며, 조수미가 밤의 여왕 'O zittre nicht"를 부를때 옆에 앉아 있는 남자는 이탈리아의 바리톤 "lucio gallo"이다. 다같이 신인급인데 카라얀은 다른 두 사람은 제쳐 두고 조수미와만 계속 대화를 하는데 카라얀이 조수미를 얼마나 총애했었는지 알 수 있다. 이 영상으로 조수미는 국제무대에서 인지도가 단박에 뛰게 된다.
앙드레 김과의 인연도 유명하다. 가난한 예술가인 조수미는 한 벌에 수백 만원을 호가하는 드레스 대신 시장에서 원단을 끊어 연주회용 의상을 만들어 입어야 했다. 1988년 첫 귀국독창회에서, 공연장에 온 앙드레 김은 아름다운 목소리에 어울리지 않은 초라한 드레스를 입은 조수미를 보고, 조수미에게 직접 연락을 하여 앞으로 드레스를 만들어주겠다고 제안을 했다. 그 약속은 20년이 넘게 이어졌고 세계 무대에서 조수미는 앙드레 김의 의상을 입고 노래했고,그간 입은 드레스가 200벌이 넘는다고 한다. 조수미의 한국 공연이 있을 날이면 무대 중앙 제일 앞자리에는 앙드레 김을 위한 자리가 항상 준비되었고, 공연이 끝나 커튼 콜을 할 때면 조수미는 오래전부터 자신을 후원해 준 앙드레 김을 소개하며 스포트라이트를 받도록 했다. 2010년 앙드레 김이 세상을 떠나자, 조수미는 앙드레 김을 애도하는 마음을 담아 헌정공연을 열었고, 카치니의 아베마리아를 불렀다. 앙드레 김이 세상을 떠났을 당시 조수미는 해외에 머물고 있었는데, 한걸음에 한국으로 들어와 고인의 빈소를 찾았고 오랜 시간 머물며 슬픔에 잠겨 있었다. 조수미는 한국 디자이너의 한국미가 넘치는 아름다운 드레스를 입고 공연하는 것이 늘 자랑스러웠으며, 공연이 끝나면 드레스가 너무 예쁘다고 어느 디자이너의 작품이냐고 물어보는 경우가 많았다고 저서에 적고 있다.
조수미는 2016년까지 미혼이며, 개 2마리와 함께 살고있다(요크셔 테리어&셰퍼트). 90년대에 결혼을 약속했던 프랑스 남자도 있었으나 성사되지는 않았고, "내 인생에서 나의 목소리와 음악은 많은 사람들에게 속해있으며, 또한 현실적으로도 늘 여행을 다니기 때문에, 한 남자에게 진정으로 소속될 수 있으리라곤 생각하지 않는다"고 말한다. 대신 sns를 통해 사람들과 사랑을 나눈다고 한다. 그녀는 트위터에 자잘한 것들도 올린다고 한다. 조수미는 pescatarian(고기는 생선만 먹는 채식주의자)으로, 동물보호와 권리향상(특히 개)을 위해 힘을 쓰고 있으며, 관련기관에 수 차례 기부를 하기도 했다. 그녀는 아동관련기관과, 그 외 여러방면에 기부를 꾸준히 하고 있기도 하다. 조수미는 성대 보호를 위해 매운 음식을 피하며, 드레스를 입어야 하는 체형 유지를 위해 감자튀김과 같은 음식도 피한다. 좋아하는 음식은 피자, 파스타, 쌀밥, 리소토 등이다.
축구 열혈팬으로 알려져 있으며 2002년 FIFA 월드컵때 "Champions"라는 월드컵 응원가를 발표하여 선풍적인 인기를 끌기도 하였다.
독실한 가톨릭 신자인 조수미는 2014년 8월 교황 프란치스코의 방한시 성모대축일 미사 전 환영행사에서 넬라 판타지아 등 총 3곡을, 교황집전 미사 중 가톨릭 성가 '생명의 양식'을 부르는 영예를 안았다.
평창동계올림픽의 명예홍보대사인 조수미는 평창 패럴림픽 개막식에서 가수 소향과 함께 평창 패럴림픽 주제가인 "평창, 이곳에 하나로(Here as One)"을 불렀다.
2021년에 KAIST 문화기술대학원의 초빙교수가 되었다.

## 약력
- 2012년 12월: PETA 홍보대사
- 2012년 5월: 2014 인천 아시안게임 홍보대사
- 2011년 5월: 2013 순천만국제정원박람회 홍보대사
- 2010년 7월: 2018평창동계올림픽유치위원회 홍보대사
- 2010년: 대한적십자사 친선대사
- 2007년 8월: 여수엑스포 홍보대사
- 2006년 12월: 평창동계올림픽 명예홍보대사
- 2002년: 세계박람회유치위원회 홍보대사
- 2002년: 외교통상부

## 수상 내역
| - 2025년: 프랑스 문화예술공로훈장 - 2022년: 한국이미지커뮤니케이션연구원 CICI Korea 2022 주춧돌상 - 2015년: 제24회 티베리니 금상 - 2013년: 제7회 대원음악상 대상 - 2012년: PETA 공로상 - 2008년: 국제푸치니상 - 2006년: 자랑스런 한국인 문화예술부문 대상 - 2006년: 자랑스런 한국인 대상 - 2005년: 제7회 서울대학교 총동창회 관악대상 - 2002년: UNESCO 세계의 평화음악인 - 2002년: 제18회 한국여성단체협의회 올해의 여성상 - 1997년: 프랑스문화계 비평가선정 성악부문 음반상 - 1997년: 제5회 KBS 해외동포상 - 1996년: 제1회 한중청년학술상 - 1996년: 영국 클래식CD 선정 96베스트셀러 음반상 - 1995년: 대한민국 문화훈장 - 1995년: 동아일보사 여성동아대상 | - 1994년: 칠레 최고의 소프라노상 - 1994년: 서울공연예술상 김수근상 - 1993년: 이탈리아 황금기러기상 - 1993년: 그래미 어워드 오페라부문 - 1992년: 홍난파기념상 난파상 - 1986년: 이탈리아 베로나 국제콩쿠르 1등 - 1986년: 남아공화국 프레토리아 국제콩쿠르 1등 - 1986년: 스페인 바르셀로나 비냐스 국제콩쿠르 1등 - 1985년: 이탈리아 바르첼리보오티 국제콩쿠르 1등 - 1985년: 이탈리아 시칠리안느 국제콩쿠르 1등 - 1985년: 이탈리아 나폴리 존타 국제콩쿠르 1등 - 1985년: 이탈리아 트리에스테의 비오티 국제콩쿠르 1등 |

## 음반
| - 1994년 - 《Virtuoso Arias-Verdi, Rossini...》 - 1994년 - 《Virtuoso Arias(From Seoul With Love)》 - 1994년 - 《새야 새야》 - 1994년 - 《SUMI JO - Virtuoso Arias》 - 1994년 - 《Carnaval》 - 1995년 - 《아리 아리랑》 - 1996년 - 《Dear Amadeus》 - 1997년 - 《비발디 사계 (조수미와 함께 하는 음악여행)》 - 1997년 - 《조수미가 들려주는 음악여행 - 피터와 늑대》 - 1997년 - 《Bel Canto (The Best Of Bel Canto Arias)》 - 1998년 - 《Jewel Song - French Arias》 - 1998년 - 《Caro Mio Ben - My Favorite Italian Songs》 - 2000년 - 《Only Love》 - 2000년 - 《카네기 홀 라이브》 - 2000년 - 《런던 필하모닉 & 조수미 내한 공연 (VCD)》 - 2000년 - 《Opera Love》 - 2001년 - 《카네기 홀 라이브(Live Carnegie Hall)》 - 2001년 - 《Prayers》 - 2002년 - 《New Year`s Concert 2003 - 마음이 따뜻한 사람을 위한 신년 음악회》 - 2002년 - 《My Story》-챔피언(champions) 수록 | - 2002년 - 《향수 - 조수미 그녀의 첫 번째 순수 한국 가곡집》 - 2003년 - 《My Story 2》 - 2004년 - 《Peter And The Wolf (조수미가 들려주는 음악동화 )》 - 2004년 - 《Be Happy - Falling in Love with Movie》 - 2004년 - 《Be Happy 2005 - Falling in Love with Movie》 - 2005년 - 《화이트콘서트 (White Concert) - 조수미의 아주 특별한 겨울콘서트》 - 2006년 - 《Journey To Baroque (바로크로의 여행)》 - 2007년 - 《조수미 101》 - 2008년 - 《Missing You》 - 2009년 - 《Cristams Round The World》 - 2010년 - 《Love Never Dies》 - 2010년 - 《Ich Liebe Dich》 - 2011년 - 《Libera》 - 2012년 - 《La Luce》 - 2013년 - 《Norma(Decca)-Adalgisa 역》 - 2014년 - 《Arabella-Die Fiakermilli 역》 - 2014년 - 《Only Bach》 - 2014년 - 《Moon Flower(달꽃)》 - 2015년 - 《그.리.다》 |

## 기타 활동

### 영화
- 2015년 《유스》- 본인 역

### 드라마
- 2011년 KBS2 《드림하이 시즌1》- 특별출연

### 예능
- 1997년/2002년 KBS1, KBS2《TV는 사랑을 싣고》- 게스트
- 2007년 KBS2 《불후의 명곡》- 게스트
- 2019년 KBS2 《대화의 희열》- 10회,11회
- 2021년 tvN 《유 퀴즈 온 더 블럭》- 108회
- 2024년 10월9일 sbs 여자 미니 축구 프로그램 골 때리는 그녀들 국가대항전 한일전 축하공연

### 제1회 조수미 국제 성악 콩쿠르
프랑스 중부 루아르 지방의 '샤토 드 라 페르테 엥보(Chateau de La Ferte-Imbault)’에서 7일~13일까지 개최된다. 국제 무대에서 한국 음악가의 이름을 딴 국제 콩쿠르르로 이번이 처음이다.
18세~32세의 오페라 스타를 꿈꾸는 전 세계 성악도를 대상으로 전세계 47개국, 지원자 500여 명이 몰렸다고 한. 
심사위원으로는 조수미 외 미국 뉴욕 메트로폴리탄 오페라의 예술 고문 조나단 프렌드(Jonathan Friend), 이탈리아 밀라노 라 스칼라 극장의 캐스팅 디렉터 알렉산더 갈로피니(Alessandro Galoppini), 세계적 클래식 음반사인 워너 클래식과 에라토의 사장 알랭 랜서로(Alain Lanceron) 등 클래식 분야의 대가들이 참여한다.
현대자동차그룹이 ‘제1회 조수미 국제 성악 콩쿠르’를 공식 후원하며 대회 기간 동안 오디션 외 현장에서 진행되는 리사이틀 및 갈라 콘서트 등을 지원한다.

## 저서
- 《노래에 살고 사랑에 살고》 1997년, ISBN 978-89-7919-085-4
- 《조수미의 아름다운 도전》 2007년, ISBN 978-89-7919-781-5
- 《꿈꾸는 프리마돈나 조수미》 2010년, ISBN 978-89-7919-941-3

## 같이 보기
- 한헤라
- 박정현
- 옥주현